# Ghughuli
Ghughuli là một thị xã và là một nagar panchayat của quận Maharajganj thuộc bang Uttar Pradesh, Ấn Độ.

## Nhân khẩu
Theo điều tra dân số năm 2001 của Ấn Độ, Ghughuli có dân số 10.312 người. Phái nam chiếm 51% tổng số dân và phái nữ chiếm 49%. Ghughuli có tỷ lệ 54% biết đọc biết viết, thấp hơn tỷ lệ trung bình toàn quốc là 59,5%: tỷ lệ cho phái nam là 66%, và tỷ lệ cho phái nữ là 41%. Tại Ghughuli, 18% dân số nhỏ hơn 6 tuổi.